# HŠK Građanski Zemun
HŠK Građanski (puno ime Hrvatski Športski Klub Građanski) je bio nogometni klub iz Zemuna (danas Srbija), oko kojeg su se okupljali Hrvati. 
Osnovan je 1923. Klupska boja 1932. bila je zelena.
Sudjelovao je u nogometnom prvenstvu NDH. Nakon Drugog svjetskog rata, ta je činjenica bila izvrsna izlika protuhrvatski nastrojenim komunističkim vlastima za zabraniti mu rad.
1942. je osvojio 4. mjestu u skupini "C".
1944., u nedovršenom prvenstvu NDH, bio je doprvak Zemuna u ligaškom dijelu. U doigravanju je pobijedio prvoplasiranog "HŠK Zemuna". U provincijskoj skupini, gdje se igralo po kup-sustavu, ispali su od "Borova" u poluzavršnici.